# Круминьш, Варис
Варис Круминьш (латыш. Varis Krūmiņš, 23 мая 1931 — 24 июля 2004) — советский и латышский режиссёр игрового и документального кино.

## Биография
Родился в Риге. В 1956 году окончил режиссёрский факультет ВГИКа. За год до выпуска начал работать вторым режиссёром на Рижской киностудии. Потом самостоятельная работа — короткометражная лента «Причины и следствия» (1956). В 1957 первый крупный успех — его картина «Сын рыбака» (в главной роли Эдуард Павулс), имела хорошую прокатную судьбу. С 60-х годов работал в жанре кинодокументалистики. Снимал фильмы: «Осенняя баллада» (1964), «Янис Розенталь» (1966), «Солнечные ритмы» (1975), «Вторая молодость» (1977). В череде документальных работ был и игровой фильм «Наследники военной тропы» (1971). В творчестве занимал промежуточную позицию между первым и вторым поколением режиссёров студии.
Во время национального подъёма делал киноприложение к газете «Atmoda» (Возрождение), печатному органу Народного фронта Латвии (1989).
Член Союза кинематографистов Латвии с 1957.

## Фильмография

##### Режиссёр и автор сценария
- 1956 — Причины и следствия — режиссёр
- 1957 — Сын рыбака — режиссёр
- 1959 — Эхо — режиссёр
- 1959 — На пороге бури — режиссёр
- 1971 — Наследники военной дороги — режиссёр, автор сценария
- 1978 — Государство - детям — режиссёр, автор сценария

##### Актёр
- 1966 — Я всё помню, Ричард